# Председник општине (Србија)
Председник општине са општинским већем чини извршне органе општина у Србији. Председник општине има свог заменика, који га за мењује кад је у случају његове одсутности и/или спречености.

## Надлежности председника општине
Председник општине има надлежност да:
- представља и заступа општину
- предлаже начин решавања питања о којима одлучује скупштина
- наредбодавац је за извршење буџета
- усмерава и усклађује рад општинске управе
- доноси појединачне акте за које је овлашћен законом, статутом или одлуком скупштине
- врши и друге послове утврђене статутом и другим актима општине

Такође сазива, председава и води општинску управу, води рачуна о законитости општинске управе, обуставља примену одлуке општинске управе ако сматра да није по закону.

## Избор председника општине, његових заменика и помоћника
Председник општине бира се из реда одборника скупштине општине на мандат од 4 године, тајним гласањем и већином гласова од броја одборника у скупштини. Председник скупштине општине предлаже кандидата за председника општине. Заменик председника општине се бира из реда одборника скупштине општине. Њега кандидује кандидат за председника општине. Ако кандидати за председника општине и заменика председника општине, престаје им мандат у скупштини општине.
Помоћници председника општине се именују за поједине области, ако је то предвиђено статутом општине. Њих именује председник општине, на мандат најдуже на период док траје дужност председника општине. Председник општине може имати једног помоћника, у случају општина до 15.000 становника по последњем попису, највише 2 у случају општина до 50.000 становника, док у општинама до 100.0000 становника највише може имати 3 помоћника.

## Прекид мандата
Мандат председника општине и његовог заменика се прекида истеком мандата на који је изабран, разрешењем или оставком.
Председник општине је разрешен дужности када се на скупштинској седници буде изгласан његово разрешење. Таква седница се одржава у року од 15 дана од поднетог предлога са објашњењем од најмање трећине одборника скупштине општине. Такав предлог се предаје председнику скупштине општине. У случају да се изгласа разрешење председника скупштине, престаје мандат уједно његовом заменику и општинском већу.
Разрешење заменика општине се може покренути на основу предлога председника општине или најмање трећине одборника. У случају да председник општине тражи разрешење заменика, уједно мора предложити скупштини свог новог заменика. У случају оставке председника општине и/или његовог заменика, председник скупштине општине обавештава оборнике скупштине о њиховој оставци на почетку прве наредне седнице скупштине.
Председник општине или заменик председника општине који су разрешени или су поднели оставку, остају на дужности и врше текуће послове све док се не изабере нови председник општине или заменика председника општине.